# Piotr Szymanek
Piotr Szymanek (ps. „Semko”, „Piotr”, ur. 6 lutego 1895 w Bąkowej Górze, zm. 18 sierpnia 1975 w Warszawie) – polski rolnik i polityk, poseł do Krajowej Rady Narodowej, na Sejm Ustawodawczy oraz Sejm PRL II i III kadencji, w latach 1947–1950 wojewoda łódzki, w okresie 1957–1959 Przewodniczący Prezydium Wojewódzkiej Rady Narodowej w Łodzi.

## Życiorys
Urodził się w rodzinie chłopskiej, ukończył szkołę powszechną w Bąkowej Górze, następnie po ukończeniu gimnazjum zapisał się na kursy handlowe, prowadzone w Częstochowie. Po ich ukończeniu od 1909 pracował w warsztacie ślusarsko–mechanicznym w Częstochowie, jednocześnie dokształcał się na kursach wieczorowych. W 1912 przeniósł się do Warszawy, gdzie mieszkał i pracował do 1915. W 1916 został aresztowany i wywieziony do Nadrenii jako więzień, gdzie pracował w gospodarce wojennej Niemiec. Rok później uciekł z więzienia i podjął pracę jako monter w Hanowerze. W listopadzie 1918 powrócił do rodzinnej wsi i rozpoczął się działalność polityczną. Wstąpił do Polskiego Stronnictwa Ludowego „Wyzwolenie", zorganizował w Bąkowej Górze Towarzystwo Przyjaciół Biblioteki Ludowej oraz jednostkę terenową Centralnego Związku Młodzieży Wiejskiej.
W 1926 przeprowadził się wraz z rodziną do Ręczna, został sekretarzem Zarządu Powiatowego PSL „Wyzwolenie" w Radomsku a następnie w Piotrkowie Trybunalskim. Do 1936 prowadził własny wiejski sklep. W czasie II wojny światowej działał w Stronnictwie Ludowym „Roch”. Wstąpił również do Batalionów Chłopskich. Zasłużył się jako organizator nowych oddziałów BCh w obwodzie piotrkowskim, był też członkiem Komendy Obwodu BCh w Piotrkowie Trybunalskim. W 1943 przeszedł wraz z częścią żołnierzy oddziałów BCh w szeregi Gwardii Ludowej. Został członkiem Sztabu Okręgu Łódzkiego AL. Równocześnie współorganizował Stronnictwo Ludowe „Wola Ludu”, opowiadające się za zbliżeniem do komunistów. Był prezesem Zarządu Powiatowego i Zarządu Wojewódzkiego Stronnictwa Ludowego w Łódzkiem. W lipcu 1944 został przewodniczącym konspiracyjnej Powiatowej Rady Narodowej w Piotrkowie Trybunalskim. Był także członkiem łódzkiej Wojewódzkiej Rady Narodowej i Krajowej Rady Narodowej.
W 1947 został posłem na Sejm Ustawodawczy, od 8 marca 1947 do 26 maja 1950 sprawował urząd wojewody łódzkiego. Początkowo cieszył się zaufaniem przywódców Polskiej Partii Robotniczej, a później Polskiej Zjednoczonej Partii Robotniczej. Z czasem jego stosunek do stalinowskich metod kierowania państwem był coraz bardziej krytyczny, w związku z czym utracił poparcie komunistów. Od 1951 z powodu szykan politycznych został usunięty z życia publicznego oraz politycznego i pracował odtąd kilka lat na własnym gospodarstwie rolnym w Ręcznie. Był także w latach 1954–1956 kierownikiem Oddziału Centrali Mięsnej w Piotrkowie Trybunalskim. 
Po odwilży październikowej powrócił do polityki, w okresie od 30 września 1957 do 29 października 1959 był przewodniczącym Prezydium Wojewódzkiej Rady Narodowej w Łodzi, a w 1957 i 1961 otrzymywał mandat posła na Sejm PRL.
Zmarł tragicznie 18 sierpnia 1975 w Warszawie, został pochowany na cmentarzu parafialnym w Bąkowej Górze. Miał żonę Marię oraz dzieci: Maria, Janina i Jerzego (dziennikarz i polityk)
W 1980 społeczeństwo gminy Ręczno wybudowanej szkole podstawowej nadało jego imię, zarządzeniem wojewody łódzkiego z 2019 pozbawiono ją jego patronatu.

## Odznaczenia
- Krzyż Wielki Orderu Odrodzenia Polski
- Krzyż Komandorski z Gwiazdą Orderu Odrodzenia Polski (1974)[2]
- Krzyż Komandorski Orderu Odrodzenia Polski
- Krzyż Kawalerski Orderu Odrodzenia Polski (1946)[3]
- Order Sztandaru Pracy I klasy